# Sven Almkvist
Sven-Olof Einar Almkvist, född 13 november 1960 i Stockholm, är en svensk pastor och författare.
Han grundade 1996 tillsammans med Thomas Ardenfors (född 1967) församlingen Stockholm Karisma Center som gick i konkurs 2005. Sven Almkvist startade efter det Petruskyrkan i Stockholm. Han blev senare fond- och försäkringsmäklare. Han har också varit ledarskribent på tidningen Dagen. Han är i nuläget bibellärare och ledarskribent på Världen idag. Sven Almkvist har gett ut flera böcker.